# María Buj Luna
María Buj Luna (Zaragoza, 1906-Barcelona, 1967) fue una bibliotecaria, archivera e historiadora española que colaboró en el estudio de Filología Aragonesa y dirigió las Bibliotecas de la Facultad de Medicina, Derecho y Farmacia de la Universidad de Barcelona. 

## Trayectoria
Buj era hija de Jerónimo Marcial Buj García, periodista del Heraldo de Aragón que destacó como cronista de la guerra de África, y hermana de Marcial Buj Luna, también redactor de dicho periódico y conocido caricaturista y humorista gráfico que firmaba con el pseudónimo de “Chas”.
En 1921, Buj se matriculó en la Facultad de Filosofía y Letras de la Universidad de Zaragoza, y terminó su Licenciatura en 1925. Ejerció como profesora de Latín en el Instituto-Escuela de Madrid hasta que, en 1931, aprobó las oposiciones del Cuerpo Facultativo de Archiveros, Bibliotecarios y Arqueólogos, y fue destinada al Archivo de la Delegación de Hacienda en Badajoz, donde conoció a su primer marido Teodoro Pascual Cordero. Dos años más tarde, Buj se trasladó a Madrid como directora del Archivo y Biblioteca del Instituto de Reforma Agraria.
Colaboró en el estudio de filología aragonesa como secretaria rectora, continuando con el estudio y recopilación filológica de voces aragonesas siguiendo el legado de la bibliotecaria y lexicógrafa María Moliner y de la archivera Áurea Lucinda Javierre.
Tras una breve estancia en Zaragoza, y habiendo fallecido su marido durante la guerra civil española, Buj se estableció en Barcelona donde se volvió a casar, con Apolinar Corredor Ferrer con quien tuvo un hijo. Trabajó en la Biblioteca Universitaria y dirigió la Biblioteca de la Facultad de Medicina (1944-1959), la Biblioteca de la Facultad de Derecho desde 1959 y, de manera interina, la de Farmacia, hasta su fallecimiento en 1967.

## Reconocimientos
Exposición Pioneras Ilustradas en el Paraninfo de la Universidad de Zaragoza.